# 卡斯蒂廖内门

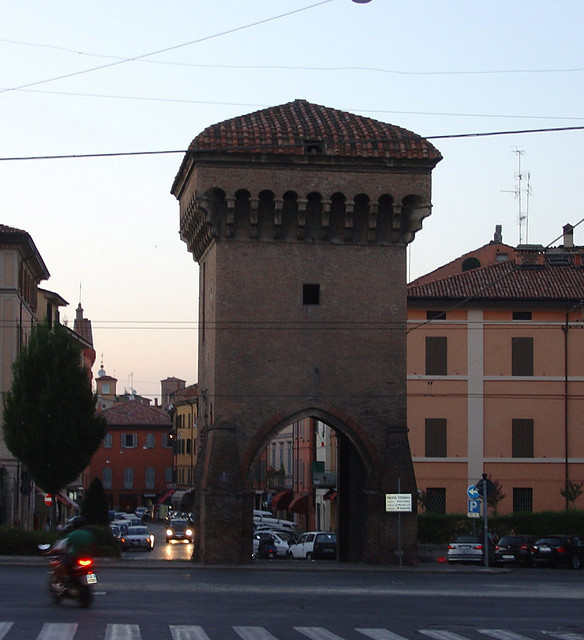
卡斯蒂廖内门

卡斯蒂廖内门（Porta Castiglione）是意大利城市博洛尼亚的一座城门。
卡斯蒂廖内门始建于13世纪下半叶，在15世纪重建。现在是一个孤立的塔楼，过去的中世纪城墙已不存在。卡斯蒂廖内门旁曾经有Savena运河经过，穿过城市，并为该市的纺织工厂提供动力。
44°29′08″N 11°20′54″E / 44.48556°N 11.34833°E